# Andreas Thiel
Andreas Thiel (Lünen, 3 marzo 1960) è un ex pallamanista e allenatore di pallamano tedesco.
Ha formato parte della squadra tedesca di pallamano con la quale prese parte ai giochi olimpici nel 1984, nel 1992 e nel 1996. Nel 1984 ha fatto parte della squadra nazionale di pallamano della Germania Ovest, con la quale ha guadagnato la medaglia d'argento all'Olimpiade.